# إليك دينتون
إليك دينتون (بالإنجليزية: Alec Denton)‏ (30 يوليو 1994 في المملكة المتحدة - ) هو لاعب كرة قدم بريطاني في مركز الهجوم. لعب مع نادي روذرهام يونايتد وStocksbridge Park Steels F.C. ‏ وClipstone F.C. ‏.

## وصلات خارجية
- إليك دينتون على موقع قاعدة بيانات كرة القدم.إي يو (الإنجليزية)
- إليك دينتون على موقع Soccerbase.com (لاعب) (الإنجليزية)